# Thyborøn Kanal

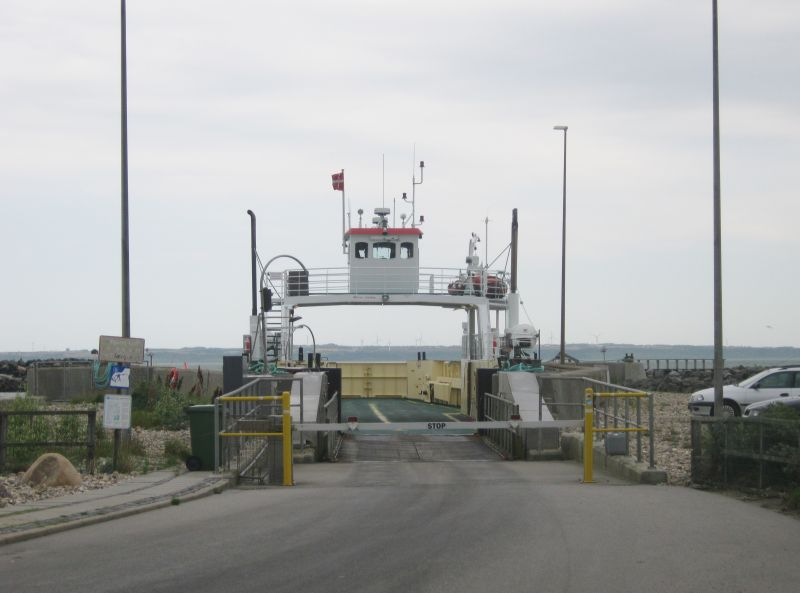
Färjan över kanalen mellan Thyborøn och Agger Tange.

Thyborøn Kanal är en farled och ett sund som förbinder Nordsjön med  Limfjorden. Den ligger strax norr om Thyborøn på Jylland i västra delen av Danmark och passerar söder om Agger Tange och norr om Harboøre Tange.  
Landtungan Agger Tange gick tidigare hela vägen från Thyborön till Harboøre men havet bröt igenom då och då och skapade sund som slöts igen. I februari 1825 bröt havet igenom landtungan och skapade den så kallade Aggerkanalen som tillät större fartyg att passera. Den utvidgades 1847 och var som mest 400 meter bred och 2,5 meter djup, men grundades senare upp. 
Thyborønkanalen bildades 1863 efter en stormflod året innan som översvämmade landtungan och skapade   två nya inlopp på var sin sida av den nästan helt uppgrundade Aggerkanalen. Det södra inloppet utvidgades efterhand till en kanal och det norra grundades upp igen. Redan år 1868 passerades Thyborønkanalen av 288 båtar. En sandbank utanför kanalen muddrades bort år 1892 så farleden blev 3,8 meter djup och från 1875 till 1933 anlades hövder för att skydda stranden.
Idag är kanalen cirka en kilometer bred, 8 meter djup och 3 kilometer lång och skyddas av pirarmar. En färja har satts in för att underlätta landtrafiken över kanalen.
Det har diskuterats att bygga en sluss i kanalen för att kontrollera vattennivån i Limfjorden och minska risken för översvämning vid stormflod, men projektet stoppades 1970. År 2020 presenterades ett förslag till avsmalning av kanalen för att minska risken för översvämning på grund av global uppvärmning.